# Dídyma
Dídyma (Didyma) är en ort i Grekland.   Den ligger i prefekturen Nomós Argolídos och regionen Peloponnesos, i den sydöstra delen av landet, 70 km sydväst om huvudstaden Aten. Dídyma ligger 149 meter över havet och antalet invånare är 1 047.
Terrängen runt Dídyma är huvudsakligen kuperad, men åt sydväst är den platt. Runt Dídyma är det ganska glesbefolkat, med 22 invånare per kvadratkilometer. Närmaste större samhälle är Kranídi, 9,2 km söder om Dídyma. Trakten runt Dídyma består i huvudsak av gräsmarker.